# Jesús de la Serna
Jesús de la Serna Gutiérrez-Répide (Santander, 18 de junio de 1926-Madrid, 5 de septiembre de 2013) fue un periodista español.

## Biografía
De la Serna nació en la ciudad de Santander en el año 1926. Su padre, Víctor de la Serna, también era periodista y su abuela, Concha Espina, novelista. En los años cincuenta comenzó a desempeñar la profesión de su padre. En sus inicios, fue redactor jefe de la revista Teresa y del diario Pueblo. Posteriormente fue nombrado director del diario Informaciones. En 1979, se unió al Grupo Prisa para desempeñar la función de asesor de publicaciones. Dos años más tarde, en 1981, fue nombrado subdirector del diario El País. Además, hasta 1989, se encargó de diferentes departamentos de este periódico.
En 1989, se convirtió en el director de la Fundación Escuela de Periodismo de la Universidad Autónoma de Madrid. Dejó este puesto en 1991 para volver a ejercer la tarea de defensor del lector de El País.
Asimismo, fue el vicepresidente de la Asociación de la Prensa de Madrid —APM— bajo la presidencia de Luis Apostua. Entre marzo y octubre del año 1982 presidió dicha asociación de forma interina en sustitución de Apostua y de manera efectiva durante aproximadamente siete años, entre el 25 de noviembre de 1992 y junio de 1999. 
Se casó con la también periodista Pura Ramos. Falleció el 5 de septiembre de 2013 en la localidad de Madrid, a los 87 años de edad, tras una larga enfermedad.

## Premios
En abril de 2013, le fue concedido el premio Ortega y Gasset a la «trayectoria profesional». El jurado que decidió el ganador de dicho premio resaltó «su trabajo para que el periodismo llevara a España hacia la modernidad, así como su labor de maestro, ejemplo y referencia que supone para generaciones de periodistas». En la que fuera una de sus últimas apariciones públicas, todos los directores del diario El País desde su fundación le otorgaron un reconocimiento en su vivienda de la capital madrileña.